# Protea witzenbergiana
Protea witzenbergiana är en tvåhjärtbladig växtart som beskrevs av Henry Phillips. Protea witzenbergiana ingår i släktet Protea och familjen Proteaceae. Inga underarter finns listade i Catalogue of Life.